# Échec à la maffia
Pour plus de détails, voir Fiche technique et Distribution.
Échec à la maffia (Scacco alla mafia) est un poliziottesco argento-italien réalisé par Warren Kiefer et sorti en 1970.

## Synopsis
Susan, morphinomane, doit livrer un chargement de drogue à deux mafiosi qui l'attendent à l'aéroport de Fiumicino à Rome. La police l'attend à l'aéroport et voudrait lui mettre la main dessus. Susan, elle, remet la drogue à son complice Kiki. C'est alors que l'organisation envoie de New York un de ses hommes, Charles Agostino, suivi d'un policier américain, Scott Luce, avec pour mission de neutraliser l'organisation. 

## Fiche technique
- Titre original : Échec à la maffia[1]
- Titre italien : Scacco alla mafia ou Droga, mondo senza pietà[2]
- Réalisateur : Warren Kiefer
- Scénario : Alfredo Tassoni
- Photographie : Amerigo Gengarelli
- Montage : Piera Gabutti
- Musique : Stefano Torossi (it)
- Décors : Luigi Lodigliani
- Costumes : Simone Marras
- Maquillage : Paola Pitino
- Production : Alberto Marras (it)
- Société de production : Afilm, Aldean Films
- Pays de production :  Italie -  Argentine
- Langue originale : italien
- Format : Couleur
- Durée : 87 minutes
- Genre : Poliziottesco
- Dates de sortie :
  - Italie : 20 novembre 1970
  - France : 11 décembre 1974

## Distribution
- Victor Spinetti : Charles Agostino
- Maria Pia Conte : Jenny Ryan
- Pier Paolo Capponi : Scott Luce
- Luciano Pigozzi (sous le nom d'« Alan Collins ») : Frankie Agostino
- Néstor Garay : Jon Dahlia
- Micaela Pignatelli : Marjorie Mills
- Carmen Scarpitta : La comtesse de Torreguardia
- Paolo Giusti : Niki Velour
- Margarita Puratich : Susan Palmer
- Luigi Bonos : Giulio
- Enzo Fiermonte : le comte de Torreguardia
- Mariella Palmich : une religieuse
- Franco Borelli : Leone
- Angela Goodwin : le consul des États-Unis
- Aldo Berti : Cacci
- Lino Coletta : Coupe
- Mario Guizzardi : Colonel Ruggiero
- Conrad Andersen : un toxicomane
- Peter Bondi : employé des pompes funèbres
- Jessica Dublin : une prostituée